# Zheng Fengrong
Zheng Fengrong (chiń. 郑凤荣; Wade-Giles Cheng Feng-jung; ur. 18 maja 1937 w Jinanie) – chińska lekkoatletka, skoczkini wzwyż.

## Kariera
17 listopada 1957 roku pobiła rekord świata w skoku wzwyż, pokonując wysokość 1,77 m, co czyni ją pierwszą Chinką, która ustanowiła sportowy rekord świata. Krajowe media okrzyknęły ją „jaskółką, która ogłosiła nadejście wiosny w chińskim sporcie” oraz „symbolem ciężkiej pracy i determinacji”.
Ponieważ Chińska Republika Ludowa nie brała udziału w Letnich Igrzyskach Olimpijskich w latach 1952–1984, Zheng nie mogła wziąć udziału w konkursie skoku wzwyż na Letnich Igrzyskach Olimpijskich 1956, w którym zwyciężyła Mildred McDaniel, której rekord świata Zheng poprawiła. Podczas rewolucji kulturalnej była szykanowana za „egotyzm”, jednak w późniejszych latach otrzymywała oficjalne wyróżnienia i uznanie jako jeden z pierwszych sukcesów sportowych Chińskiej Republiki Ludowej.
W 1996 roku została odznaczona srebrnym Orderem Olimpijskim. Zheng była jednym z ośmiu sportowców, którzy nieśli flagę olimpijską podczas ceremonii otwarcia Letnich Igrzysk Olimpijskich 2008.
W 1967 roku poślubiła mistrza Chin w skoku wzwyż, Duana Qi Yana. Jej wnuczka Nina Schultz jest siedmioboistką, która reprezentowała Kanadę na arenie międzynarodowej. Ostatecznie zrzekła się obywatelstwa kanadyjskiego w 2021 roku na rzecz Chin, chcąc rywalizować dla Chin w przyszłych wydarzeniach sportowych.